# 5. Magyar Filmhét
Az 5. Magyar Filmhét 2019. április 22. és 27. között került megrendezésre a Corvin moziban a Magyar Filmakadémia (MFA) rendezésében, a Magyar Nemzeti Filmalap és a Nemzeti Média- és Hírközlési Hatóság támogatásával. A rendezvényen a nagyközönség és a filmszakma képviselői megtekinthették a 2018-ban bemutatott és a 4. Magyar Filmdíjra nevezett játék- és tévéfilmeket, televíziós sorozatokat, kisjátékfilmeket, dokumentum-, ismeretterjesztő és animációs filmeket.

## A rendezvény
A filmelőállítók vagy a filmalkotók 2019. január 7-től 2019. február 17-ig regisztrálhattak és nevezhették alkotásaikat. A Magyar Filmhétre azon filmek voltak nevezhetők, amelyek 2018. január 1. és 2018. december 31. között kerültek moziforgalmazásba, illetve televíziós sugárzásba vagy valamely nemzetközi filmfesztiválon szerepeltek versenyben vagy meghívott alkotásként. A jelentkezést a filmadatlap véglegesítése és a film DCP vagy Blu-ray formátumú fizikai adathordozón történt beérkezése után fogadták el.
A rendezvény megnyitóján ~ a Magyar Filmdíj történetében első alkalommal ~ életműdíjat kapott Andorai Péter, Bánsági Ildikó, Bodrogi Gyula, Koncz Gábor és Venczel Vera. Tiszteletükre a filmhét alatt versenyen kívül levetítettek egy-egy nagyjátékfilmet, melyben feledhetetlen alakítást nyújtottak.
A Filmhét befejező aktusaként két ünnepség keretében került sor a 4. Magyar Filmdíjak átadására: 2019. április 27-én a Pesti Vigadóban tartották meg a televíziós forgalmazású filmek díjátadóját, április 28-án a Vígszínházban pedig a moziforgalmazású alkotásokét.

## Versenyprogramban

### Nagyjátékfilmek
- A funtineli boszorkány – rendező: Poór István
- A hentes, a kurva és a félszemű – rendező: Szász János
- A rossz árnyék – rendező: Jeles András
- Az Úr hangja – rendező: Pálfi György
- BUÉK – rendező: Goda Krisztina
- Déva – rendező: Szőcs Petra
- Egy nap – rendező: Szilágyi Zsófia
- Genezis – rendező: Bogdán Árpád
- Lajkó – cigány az űrben – rendező: Lengyel Balázs
- Napszállta – rendező: Nemes Jeles László
- Nyitva – rendező: Nagypál Orsolya
- Örök tél – rendező: Szász Attila
- Paraziták a Paradicsomban – rendező: Kasvinszki Attila
- Parázs a szívnek – rendező: Vámos Zoltán
- Remélem legközelebb sikerül meghalnod :) – rendező: Schwechtje Mihály
- Rossz versek – rendező: Reisz Gábor
- Tegnap – rendező: Kenyeres Bálint
- Valami Amerika 3. – rendező: Herendi Gábor
- Vándorszínészek – rendező: Sándor Pál
- Virágvölgy – rendező: Csuja László
- X - A rendszerből törölve – rendező: Ujj Mészáros Károly

### Tévéfilmek
- A merénylet – rendező: Pajer Róbert
- A Sátán fattya – rendező: Zsigmond Dezső
- A színésznő – rendező: Vitézy László
- Curtiz – rendező: Topolánszky Tamás Yvan
- Trezor – rendező: Bergendy Péter

### Televíziós sorozatok
- 200 első randi, 1. évad 1. rész – rendező: Fazakas Péter
- A mi kis falunk 2. évad 8. rész – Az esküvő – rendező: Kapitány Iván
- A mi kis falunk 3. évad 1. epizód – A nászút – rendező: Kapitány Iván
- Aranyélet 3. évad 4. rész – Vakfolt – rendező: Mátyássy Áron
- Candide – Kunigunda globálisan felmelegedik – rendező: Kreif Zsuzsanna
- Csak színház és más semmi 3. évad 6. epizód – rendező: Miklauzic Bence
- Egynyári kaland 3. évad 6. epizód – Én soha még – rendező: Zomborácz Virág
- Ízőrzők – Gyöngyöspata – rendező: Móczár István
- Korhatáros szerelem, 1. évad 11. rész – rendező: Rohonyi Gábor
- Korhatáros szerelem, 2. évad 4. rész – rendező: Radnai Márk
- Tóth János 2. évad 13. epizód – Pofavizit – rendező: Lakos Nóra
- Válótársak 3. évad 3. rész – rendező: Kovács Dániel Richárd

### Kisjátékfilmek
- 25 dollár – rendező: Béres László
- A belső oldal – rendező: Reich Dániel
- A közellátás vizsgálata – rendező: Gyimesi Anna
- A legjobb játék – rendező: Deák Kristóf
- A nagy dobás – rendező: Borsos Miklós
- Ahogy eddig – rendező: Moldovai Katalin
- Aki bújt, aki nem – rendező: Schwechtje Mihály
- Alex – rendező: Farkas Adrienn
- Anyák napja – rendező: Vermes Dorka
- Az agg színész – rendező: Wrochna Marcell
- Családi kör – rendező: Török Marcell
- Cserekapus – rendező: Vékes Csaba
- Dark Chamber – rendező: Bánovits Ottó
- Esti dal – rendező: Tunyogi Henriett
- Falu Fessön – rendező: Simó Ibolya
- Farsang – rendező: Dobray György
- Húsz – rendező: Korom Anna
- Irinyi – rendező: Cibulya Nikol
- Kék Óra – rendező: Regős Ábel
- Lauretta – rendező: Brauner Máté
- Last Call – rendező: Kis Hajni
- Lepkelány – rendező: Szemerédy Viktória
- Megtört szív – rendező: Kapitány Iván
- Ostrom – rendező: Kovács István
- Rossz színész – rendező: Márton Dániel
- Rozgonyiné – rendező: Szeleczki Rozália
- Susotázs – rendező: Tóth Barnabás
- Székely világmárka – rendező: Oláh-Badi Levente
- Téli virágzás – rendező: Bozsogi János
- Tinder meccs – rendező: Schnabel Annabella
- Varjúháj – rendező: Pápai Pici
- Vendégszeretet – rendező: Serar Szabolcs István

### Dokumentumfilmek
- "Embernek lenni kötelességem" – rendező: Mudry Péter
- "Megint a magyarok!" – rendező: Hollós János
- "Üzenet" – rendező: Czencz József
- A 26-os számú holttest – rendező: Medgyesi Gabriella
- A bármicvó fiúk – rendező: Oláh Katalin
- A csodafedezet  – Vitéz Halassy Olivér – rendező: Czinke Gyula, Czencz József
- A föld nyeli el – rendező: Zsigmond Dezső
- A hit kiárusítása – rendező: Somogyi Viktória
- A megnyerhetetlen mérkőzés – rendező: Izing Róbert
- A mindenség szerelmese / Juhász Ferenc 90 – rendező: Juhász Anna-Surányi András
- A Nyugalom völgye – Farkas Ádám szobrászművész – rendező: Konecsny Emőke
- A püspök reggelije – Márton Áron első ötven éve – rendező: Zágoni Balázs
- A régi fény ragyogjon – Szigetvár 1566 – rendező: Gerebics Sándor
- A sándorgyuri – rendező: Kocsis Tibor
- A sólyom röpte – rendező: Bánki Iván
- A szabadság bolond körei – rendező: Dér András
- A szenvedések földjén – rendező: Eckhardt Balázs
- A Szulejmán titok – rendező: Borsody István
- A te neved – rendező: Domokos János
- Antall József 1315 napja – rendező: Dér András
- Az Árpád-vonal – rendező: Pajer Róbert
- Az elveszett nagypapa – rendező: Borsody István, Kurutz Márton
- Az utolsó nagyasszony – rendező: Ugron Zsolna
- BP Underground – Hip Hop – rendező: Turán Eszter
- Burgenlandi székelyek – rendező: Mester Ákos
- Csavargók – rendező: Vékes Csaba
- Csík30 – rendező: Kiss-Stefán Mónika
- Csodálattal és hálával – rendező: Vojtkó Ferenc
- Egy olasz diplomata a magyar viharban – rendező: Eckhardt Balázs
- Eszter lánca – rendező: Varga Ágota
- Fedőneve "BÍBOROS" – Az állambiztonsági szervek célkeresztjében – rendező: Petényi Katalin
- Gettó Balboa – rendező: Bogdán Árpád
- Gyilkosság a Hermina úton – rendező: Pajer Róbert
- Ha elfogy a víz – rendező: Xantus Áron
- Három tánc – rendező: Halász Glória
- Hűség – rendező: Szekeres Csaba
- In memoriam Páskándi Géza – rendező: Páskándiné Sebők Anna
- Isten a rácsok mögött – rendező: Veres Ádám
- Jutalomutazás Dárday Istvánnal – rendező: Domokos János
- Kifutás – rendező: Gulyás Gyula
- Kilenc hónap háború – rendező: Csuja László
- Könnyű leckék – rendező: Zurbó Dorottya
- Másutt – a Korda testvérek – rendező: Pataki Éva
- Nyomtalanul – rendező: Novák Tamás
- Osztálytalálkozó – rendező: Ujvári Csaba
- Piedone nyomában – rendező: Király Levente
- Piros rózsa – rendező: Dombrovszky Linda
- Pókerarcok – rendező: Gerő Péter
- Rózsa Miklós a filmzenekirály – rendező: Babos Tamás
- Szép magyar ének – rendező: Petényi Katalin
- Szomszédaink, a magyarok – Kárpátalja – rendező: Zámborszki Ákos
- Tanítók a láthatáron – rendező: Szirmai Márton
- Tiltott kastélyok – Marosvécsi Kemények – rendező: Margittai Gábor
- Tiszta mozdulatok – rendező: Tóth Péter Pál
- Ütésváltás – rendező: Dallos Csaba
- Ütős csajok – rendező: Nordin Eszter
- Válaszút vándora: Kallós Zoltán öröksége – rendező: Hollós László
- Veteránfilm – rendező: Hernáth Csaba
- Világutazó Baltazár – rendező: Elek Dóra
- Volt egyszer egy téka – rendező: Csizmazia „Cheese” Gábor

### Ismeretterjesztő filmek
- "Nyilas Misi" egy napja – rendező: Cséke Zsolt
- A gondolkodás művészete II. – rendező: Szirmai Márton
- A két gróf Andrássy Gyula – rendező: Géczy Dávid
- A modern cirkusz atyja – rendező: Vojtkó Ferenc
- Az idők jelei – rendező: Szögi Lackó
- Bűnösök kora – rendező: Lóth Balázs
- Egodetox – rendező: Tóth Artin
- Gasztroangyal / Az eleven Húsvét – rendező: Szögi Lackó
- Hegedűország.hu – rendező: Dala István
- In Memoriam Gyurkovics Tibor – rendező: Dobray György
- Isonzótól a Piavéig 1. rész – Az Isonzó-front emlékhelyei – rendező: Osgyáni Gábor
- Isonzótól a Piavéig 2. rész – A Piave-front és Dél-Tirol emlékhelyei – rendező: Osgyáni Gábor
- Laci és Vili – Történetek a magyar operatőr iskoláról – rendező: Novák Emil
- Lekvár – rendező: Zsigmond Attila
- Magyarok a Holdon – rendező: Vereckei Zsolt
- Megőrzés folyamatban – rendező: Sopsits Árpád
- Rotschild Klári legendái – rendező: Csukás Sándor
- Szabó Magda világsikere – rendező: Papp Gábor Zsigmond
- Vad Balaton – rendező: Mosonyi Szabolcs
- Vadásztársak – rendező: Géczy Dávid

### Animációs filmek
- Betti – rendező: Ács Zsuzsanna
- Boxi: Levelek – rendező: Koós Árpád
- Boxi: Téli örömök – rendező: Klingl Béla
- Broken Things – rendező: Gyulai Panni
- Csupipupi: A csontmánia – rendező: Lehotay Zoltán
- Danse Macabre – rendező: Csánki Zsófia
- Egy év Hoppifalván – rendező: Rofusz Ferenc
- Egy komisz kislány naplója 13. epizód – Viva Mexikó – rendező: Gyulai Líviusz
- Entropia – rendező: Buda Flóra Anna
- Ez nem igaz, de szép – rendező: Szabó Ildikó
- Helix – rendező: Papp Károly Kása
- I have problems – rendező: Debreczeni Zsuzsanna
- Inner Rooms – rendező: Kiss Nóra
- inSpiral – rendező: Teleki Viola
- Irijám és Jonibe – rendező: Rofusz Kinga
- Jacques ámokfutása avagy mikor veszítjük bizalmunkat önmagunkkal szemben – rendező: Horesnyi Máté
- Janó Manó és az elveszett harmatcseppek 2. rész – rendező: Miklósy Zoltán
- Kippkopp a fűben – rendező: Fabók Szilvia
- Kvagga – rendező: Simon Balázs, Kovács Eszter
- Lajos és Laci – rendező: Simonyi Balázs
- Lengemesék 2 – Tél a Nádtengeren – rendező: Pálfi Zsolt
- Lilly csodálatos világa – Lilly és a torta – rendező: Pál Balázs
- Luther / Isten tenyerén? – rendező: Richly Zsolt
- Mamahotel – rendező: Orosz Tina
- Még nem – rendező: Varga Tímea
- Our House – rendező: Balogh Fábián
- Prímek – rendező: Ottlik Anna
- ReMake – rendező: Klingl Béla
- Ruben Brandt, a gyűjtő – rendező: Milorad Krstić
- Sellők és Rinocéroszok – rendező: Traub Viktória
- Streetopia – rendező: Kiss G. Melinda
- Szezon után – rendező: Láng Orsolya
- Szőrmók Ovi 2. rész – rendező: Miklósy Zoltán
- Szupermalac és Űrpatkány 3. epizód – Űrlecsó – rendező: Máli Csaba
- Take Me Please – rendező: Hegyi Olivér
- The Act of Breathing – rendező: Hana Yamazaki
- Zűrös környék – rendező: Szénási Marcell

## Versenyprogramon kívül

### Nagyjátékfilmek
- Bizalom - rendező: Szabó István (1980)
- Gyula vitéz télen-nyáron - rendező: Bácskai Lauró István (1970)
- Isten hozta, őrnagy úr! - rendező: Fábri Zoltán (1969)
- Magyarok - rendező: Fábri Zoltán (1978)
- Szerencsés Dániel - rendező: Sándor Pál (1983)

### Dokumentumfilmek
- Fényképezte Zsigmond Vilmos - producer: Romwalter Judit és Romwalter Béla, rendező: Szakonyi Noémi Veronika

## Díjak

### Moziforgalmazású alkotások
- Legjobb játékfilm: Rossz versek, producer: Berkes Júlia, Estelle Robin You, Petrányi Viktória (rendező: Reisz Gábor)
- Legjobb elsőfilm: Egy nap, producer: Pataki Ági, Kenesei Edina (rendező: Szilágyi Zsófia
- Legjobb dokumentumfilm:
- Legjobb animációs film: Ruben Brandt, a gyűjtő, rendező: Milorad Krstić
- Legjobb női főszereplő: Szamosi Zsófia – Egy nap
- Legjobb férfi főszereplő: Hegedűs D. Géza – A hentes, a kurva és a félszemű
- Legjobb női mellékszereplő: Monori Lili – Rossz versek
- Legjobb férfi mellékszereplő: Nagy Zsolt – A hentes, a kurva és a félszemű
- Legjobb rendező: Reisz Gábor – Rossz versek
- Legjobb forgatókönyvíró: Szilágyi Zsófia, Mán-Várhegyi Réka – Egy nap
- Legjobb vágó: Tálas Zsófia – Rossz versek
- Legjobb hangmester: Zányi Tamás – Napszállta
- Legjobb operatőr: Erdély Mátyás – Napszállta
- Legjobb jelmez: Szakács Györgyi – Napszállta
- Legjobb látványtervező: Rajk László – Napszállta
- Legjobb zeneszerző: Melis László – Napszállta
- Legjobb smink: Forgács Böbe, Csatári Viktória – Napszállta

### Televíziós forgalmazású alkotások
Tévéfilmek
- Legjobb tévéfilm: Trezor, producer: Lajos Tamás, rendező: Bergendy Péter
- Legjobb női főszereplő: Szávai Viktória – A színésznő
- Legjobb férfi főszereplő (tévéfilm): Anger Zsolt – Trezor
- Legjobb női mellékszereplő: Tóth Ildikó – A színésznő
- Legjobb férfi mellékszereplő (tévéfilm): Scherer Péter – Trezor
- Legjobb forgatókönyvíró: Bak Zsuzsanna, Topolánszky Tamás Yvan – Curtiz
- Legjobb vágó: Király István – Trezor
- Legjobb operatőr: Nagy András – Trezor
- Legjobb díszlet vagy látványtervező: Kiss Dorka – Curtiz
- Legjobb jelmez: Breckl János – Curtiz
- Legjobb zeneszerző: Pacsay Attila – Trezor
- Legjobb smink: Árpa Karolina, Kolontáry Éva, Szabó Mónika – Curtiz
- Legjobb hangmester: Balázs Gábor – Trezor

Televíziós sorozatok
- Legjobb televíziós sorozat: Aranyélet 3. évad 4. rész – Vakfolt – rendező: Mátyássy Áron
- Legjobb női főszereplő: Ónodi Eszter – Aranyélet 3. évad 4. rész – Vakfolt
- Legjobb férfi főszereplő: Thuróczy Szabolcs – Aranyélet 3. évad 4. rész – Vakfolt
- !Legjobb női mellékszereplő: Danis Lídia – Aranyélet 3. évad 4. rész – Vakfolt
- Legjobb férfi mellékszereplő: Végh Zsolt – Aranyélet 3. évad 4. rész – Vakfolt
- Legjobb forgatókönyvíró: Vancsik Péter, Vanicsek Olivér – Aranyélet 3. évad 4. rész – Vakfolt
- Legjobb vágó: Kiss Wanda – Aranyélet 3. évad 4. rész – Vakfolt
- Legjobb operatőr: Marosi Gábor – Aranyélet 3. évad 4. rész – Vakfolt
- Legjobb díszlet vagy látványtervező: Hujber Balázs – Aranyélet 3. évad 4. rész – Vakfolt
- Legjobb jelmez: Breckl János – Aranyélet 3. évad 4. rész – Vakfolt
- Legjobb zeneszerző: The Uptown Fellaz – Aranyélet 3. évad 4. rész – Vakfolt
- Legjobb smink: Gerő Szandra, Vincze Gabriella – Aranyélet 3. évad 4. rész – Vakfolt
- Legjobb hangmester: Péterffy Máté – Aranyélet 3. évad 4. rész – Vakfolt

Kisjátékfilmek
- Legjobb kisjátékfilm: Ostrom – rendező: Kovács István
- Legjobb női főszereplő: Zsurzs Kati – Last Call
- Legjobb férfi főszereplő: Ujlaki Dénes – Az agg színész
- Legjobb forgatókönyvíró: Tóth Barnabás – Susotázs
- Legjobb vágó: Csillag Mano – A legjobb játék
- Legjobb operatőr: B. Marton Frigyes – Megtört szív

Dokumentumfilmek
- Legjobb dokumentumfilm: Getto Balboa – rendező: Bogdán Árpád
- Legjobb vágó: Sass Péter – Könnyű leckék
- Legjobb operatőr: Bordás Róbert – Gettó Balboa
- Legjobb hangmester: Balázs Gábor – A mindenség szerelmese / Juhász Ferenc 90

Ismeretterjesztő filmek
- Legjobb ismeretterjesztő film: Vad Balaton – rendező: Mosonyi Szabolcs
- Legjobb vágó: Oláh Kata – Rotschild Klári legendái
- Legjobb operatőr: Mosonyi Szabolcs – Vad Balaton
- Legjobb hangmester: Bőhm Dániel – Rotschild Klári legendái

A Magyar Filmakadémia közönségdíja
- BUÉK, producer: Zákonyi S. Tamás, Geszti Péter, Ditz Edit, rendező: Goda Krisztina
- Gasztroangyal / Az eleven Húsvét, produkciós vezető: Bakos Katalin, rendező: Szögi Lackó
- 25 dollár, producer: Csősz Boglárka, rendező: Béres László

ÉletműdíjAndorai Péter, Bánsági Ildikó, Bodrogi Gyula, Koncz Gábor, Venczel Vera